# Артишевский, Венедикт Венедиктович
Венедикт Венедиктович Артишевский (1882—1950) — деятель советских спецслужб и архивист; Представитель Московского городского совета в ВЧК при СНК РСФСР (1918—1920). Один из создателей Московской ЧК.

## Биография
Родился в 1882 году в Виленской губернии в семье служащего.
С 1902 года являлся членом РСДРП, работая литейщиком на Московских заводах, за революционную деятельность подвергался арестам и ссылкам. С 1914 года во время Первой мировой войны служил в автомобильных частях в Москве. В 1917 году участник  Октябрьской революции, заведующий Справочным отделом Солдатской секции и член Моссовета.
С 1918 года представитель Моссовета в  ВЧК при СНК РСФСР. С 1920 года начальник отделения Особого отдела ВЧК при СНК РСФСР. С 1922 года начальник отделения Информационного отдела ГПУ при НКВД РСФСР и ОГПУ при СНК СССР.
С 1927 года заведующий финансово-административным отделом и член Коллегии Центрархива РСФСР. С 1932 года состоял в Московском отделении Всесоюзного общества старых большевиков.  С 1938 года директор Центрального межевого архива. До 1950 года  заместитель директора по административно-хозяйственной части фундаментальной библиотеки АН СССР.
Умер в 1950 году в Москве.

## Награды
- «Почётный знак ВЧК-ГПУ» (1923 г. №163)